# Club Unión Atlética

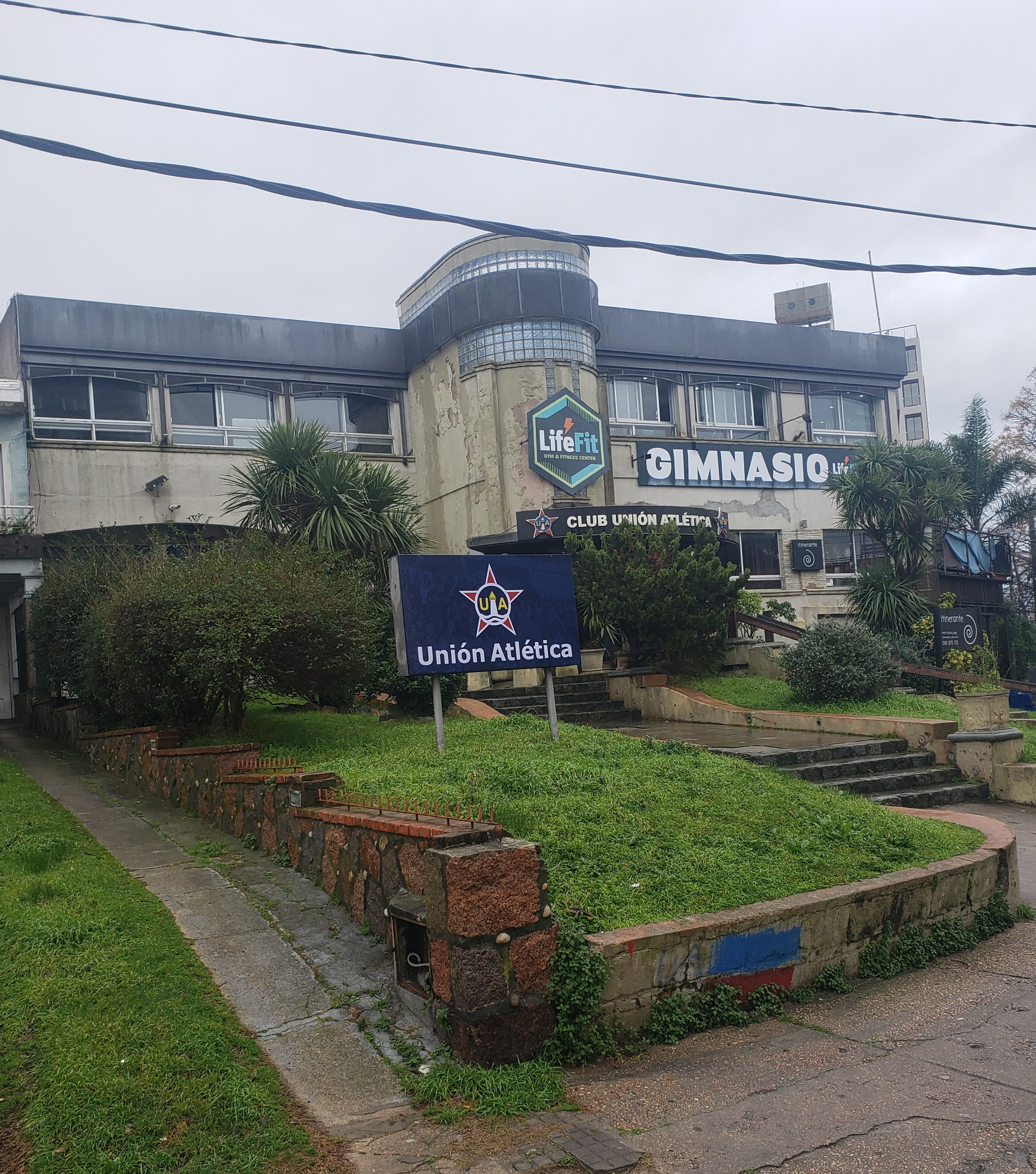
Sede Club Unión Atlética, Montevideo

El Club Unión Atlética es un club deportivo de Uruguay situado en el barrio de Nuevo Malvín, en Montevideo. Actualmente compite en El Metro, segunda división del básquetbol uruguayo.
La sede y la cancha de Unión Atlética, se sitúa en el cruce de las calles Velsen y Ámsterdam, en el corazón del barrio Nuevo Malvín.
Actualmente el club se encuentra en una transformación, aumentando su masa social gracias a la iniciativa de sus propios hinchas y buscando crecer en infraestructura a pesar de las dificultades económicas que hay para ello. También se han obtenido algunos convenios para brindarle a sus socios otro tipo de ventajas.
Además de baloncesto y futsal, en sus instalaciones se imparten clases de boxeo y gimnasia. 
Su tradicional rival, dada su cercanía geográfica, es el Club Malvín. Los partidos entre ambos equipos están entre los que más concurrencia tienen en el torneo y por razones de seguridad se jugaban en la cancha neutral del Cilindro Municipal, hasta su derrumbe, asignándose luego para ser jugados en el Palacio Peñarol.

## Historia

### El nacimiento
El 29 de julio de 1921 la "Unión de Sociedades de Basketball" cambia su denominación, pasando a llamarse "Federación Uruguaya de Baskeball", título que lleva hasta nuestros días.
Casi un mes antes, precisamente el 29 de julio de 1921, nacía en la Ciudad Vieja de Montevideo la Unión Atlética, en la esquina de las calles de Cerrito y Misiones, donde funcionó la sede del club en sus primeros años de vida. La cancha se ubicaba en Ituzaingo entre Cerrito y Piedras, lugar que dejara el Teatro Cibils ya desaparecido para ese entonces.
En 1943 paso al barrio Nuevo Malvín por medio de la fusión de tres clubes. Estos eran el Club Buceo de Basketball, el Club Deportivo Nuevo Malvín de Hockey y Unión Atlética. Su nuevo escudo mantendría los colores azulgrana y las letras amarillas del escudo original de la Unión Atlética, la forma de estrella del Club Nuevo Malvín y un símil del minarete del actual Museo Oceanográfico que lo aportaría el Club Buceo. Las olas marcarían la presencia de la playa.

### El único título de primera división
Apenas cuatro años más tarde de su nacimiento, un domingo 6 de septiembre de 1925, la Unión Atlética juega su último partido por el Campeonato Nacional, del que se había coronado campeón en forma anticipada. Así lo relataba el diario "El Día" del lunes siguiente:
"Correspondiente al Campeonato Uruguayo de primera división, jugaron ayer en la cancha que el Stockolmo posee en el Prado, los equipos superiores de la Unión Atlética y Sporting, venciendo este último, después de una lucha carente de interés, por 16 tantos a 12. La Unión Atlética finalizó sus compromisos habiéndose clasificado Campeón Nacional, con tres puntos de ventaja sobre el team Perseo que ocupa el segundo lugar." 
Es el único campeonato de Primera División que ostenta hasta el día de hoy.

### La pérdida de la máxima categoría
Tras la aparición del nuevo formato de liga que buscaba integrar a los equipos del interior, Unión Atlética se mantiene en la máxima categoría del basquetbol uruguayo, hasta que en 2013-14 queda condenado a la fase de permanencia, estando a solo dos puntos de entrar en la superliga. Sin embargo pese a esa ventaja respecto a los últimos equipos de tres puntos, el azulgrana termina como último, habiendo podido ganar un solo partido en la rueda de permanencia y así descendiendo al Metro 2014, donde sería protagonista en las primeras posiciones, pero perdería el mano a mano con Tabaré y no lograría el retorno rápido.

### Actualidad
Tras dos años en el Torneo Metropolitano, logra el ascenso en este último, ya que en fase regular queda segundo, pero luego en la liguilla se queda con el primer lugar para quedarse con el segundo ascenso a la Liga Uruguaya de Basquetbol 2016-17. 
En 2016-17, el equipo juega su última liga: queda como 13.º, cayendo en la fase de permanencia donde se disputaría entre los cuatro peores equipos (según resultados) el único cupo de salvación. El equipo azulgrana logra una buena remontada, llegando a la fecha 13 de 15 con posibilidades de salvarse, agregando que el equipo de Nuevo Malvín había tenido una quita de puntos. Sin embargo, el azulgrana pierde el duelo directo por el descenso con Olimpia por 95:79, decretandose así su descenso al Torneo Metropolitano 2017 por adelantado.
En el Metro 2017, pocos meses después de su caída de primera, el equipo tiene una campaña regular-baja para quedarse un año más peleando en segunda categoría.
En 2018, la directiva contrata jugadores como para ser protagonista de la divisional y volver al círculo de privilegio lo antes posible.
En 2021, en plena pandemia, la Directiva encara un proyecto deportivo a largo plazo, preparando y promoviendo jóvenes valores surgidos en Formativas, acompañados por fichas de calidad para encarar el Metro 2021

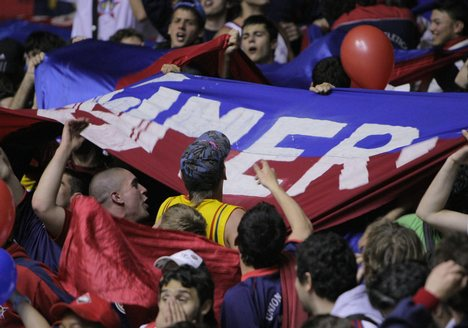
La parcialidad de la UA.

## Indumentaria
La camiseta es a franjas horizontales azules y rojas, con vivos y números blancos. El short es de color azul con vivos rojos.
La indumentaria alternativa se basa en una camiseta de color blanco o amarillo, con vivos azules, y short blanco o amarillo.

## Competencia profesional 2021
Unión Atlética llegó a semifinales en el Metro 2021, perdiendo el ascenso en semifinales con Stockolmo.

## Jugadores

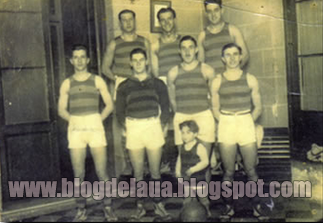
Unión Atlética Campeón 1925 Atrás: H.Castiglioni - F.Latorre - R. González
Adelante: G.Jasidakis - F.Larghi - L. Gómez Harley - T. Forné

| Plantel 2021           | Plantel 2021         | Plantel 2021         | Plantel 2021         |
| ---------------------- | -------------------- | -------------------- | -------------------- |
| Nombre de Jugador      | Posición             | Fecha de Nacimiento  | Altura               |
| Fichas nacionales      |                      |                      |                      |
| RODRIGUEZ, Felipe      | Alero                |                      | 1.93                 |
| AMBROSONI, Federico    | Escolta              |                      | 1.85                 |
| DIOS, Joaquín          | Base                 |                      | 1.84                 |
| MEINERO, Santiago      | Base                 |                      | 1.77                 |
| SANSONE, Pedro         | Ala Pívot            |                      | 1.95                 |
| PAGANI, Guzmán         | Escolta              |                      | 1.83                 |
| TRUSICH, Felipe        | Alero                |                      | 1.87                 |
| DELGADO, Iñaki         | Alero                |                      | 1.90                 |
| PARODI, Renzo          | Pívot                |                      | 2.00                 |
| DELGADO, Nicolás       | Pívot                |                      | 1.99                 |
| BRISSET, Juan Manuel   | Alero                |                      | 1.88                 |
| ROMAN, Nicolás         | Alero                |                      | 1.85                 |
| Bandera de Uruguay     |                      |                      |                      |
| Bandera de Uruguay     |                      |                      |                      |
| Extranjero             |                      |                      |                      |
| Antonio Bivins         | Ala Pívot            |                      | 1.98                 |
| Staff Deportivo        |                      |                      |                      |
| Nicolás RUA            | Director deportivo   | Director deportivo   | Director deportivo   |
| Daniel LOVERA          | Entrenador           | Entrenador           | Entrenador           |
| Gervasio HEINZ         | Entrenador asistente | Entrenador asistente | Entrenador asistente |
| Ignacio SILVA          | Preparador Físico    | Preparador Físico    | Preparador Físico    |
| Camilo NAVAS           | Fisioterapeuta       | Fisioterapeuta       | Fisioterapeuta       |
| María Eugenia Berneche | Psicóloga Deportiva  | Psicóloga Deportiva  | Psicóloga Deportiva  |
| Carlos LEAL            | Equipier             | Equipier             | Equipier             |

## Competencia profesional 2023
Unión Atlética se apresta a competir nuevamente el Metro 2023.

## Jugadores
| Plantel 2022              | Plantel 2022         | Plantel 2022         | Plantel 2022         |          |
| ------------------------- | -------------------- | -------------------- | -------------------- | -------- |
| Nombre de Jugador         | Posición             | Fecha de Nacimiento  | Altura               |          |
| Fichas nacionales         |                      |                      |                      |          |
| RODRIGUEZ, Felipe         | Alero                |                      | 1.93                 |          |
| AMBROSONI, Federico       | Escolta              |                      | 1.85                 |          |
| DIOS, Joaquín             | Base                 |                      | 1.84                 |          |
| MEINERO, Santiago         | Base                 |                      | 1.77                 |          |
| SANSONE, Pedro            | Ala Pívot            |                      | 1.95                 |          |
| PAGANI, Guzmán            | Escolta              |                      | 1.83                 |          |
| TRUSICH, Felipe           | Alero                |                      | 1.87                 |          |
| PEREYRA, Nicolas          | Alero                |                      | 1.78                 |          |
| OYENARD, Manuel           | Pívot                |                      | 1.95                 |          |
| BIANCHI, Delgado          | Pívot                |                      | 2.05                 |          |
| BRISSET, Juan Manuel      | Alero                |                      | 1.88                 |          |
| Bandera de Uruguay        |                      |                      |                      |          |
| Bandera de Uruguay        |                      |                      |                      |          |
| Bandera de Uruguay        |                      |                      |                      |          |
| Extranjero                |                      |                      |                      |          |
| Bandera de Estados Unidos | Ala Pívot            |                      | 1.98                 |          |
| Staff Deportivo           |                      |                      |                      |          |
| Nicolás RUA               | Director deportivo   | Director deportivo   | Director deportivo   |          |
| Daniel LOVERA             | Entrenador           | Entrenador           | Entrenador           |          |
| Bandera de Uruguay        | Entrenador asistente | Entrenador asistente | Entrenador asistente |          |
| Mario PERERA              | Preparador Físico    | Preparador Físico    | Preparador Físico    |          |
| Agustin Oliveri           | Fisioterapeuta       | Fisioterapeuta       | Fisioterapeuta       |          |
| Facundo Fernández         | Facundo Fernández    | Equipier             | Equipier             | Equipier |

## Palmarés

### Títulos de Primera División (1)
- Campeonato Federal de Primera División: 1925.

## Directiva

### Comisión Directiva
| Comisión Directiva  |                       |
| Puesto              | Nombre                |
| Presidente          | Sr. Álvaro Olivera    |
| Vicepresidente      | Sra. Nadia la Cubi    |
| Secretaria          | Srita. Fer Gutiérrez  |
| Tesorero            | Sr. Negro Suárez      |
| Protesorero         | Sr. Santiago Armas    |
| Secretario de actas | Sr. Eduardo Filipini  |
| Vocal               | Sr. Mono García       |
| Vocal               | Sra. Alberto Morandi  |
| Vocal               | Sr. Maximiliano Buero |

### Comisión Fiscal
| Comisión Fiscal |                     |  |
| Puesto          | Nombre              |  |
| Fiscal          | Sr. Daniel Betancor |  |
| Fiscal          | Sra. Gladys Maneiro |  |